# 弘法寺 (高雄市)

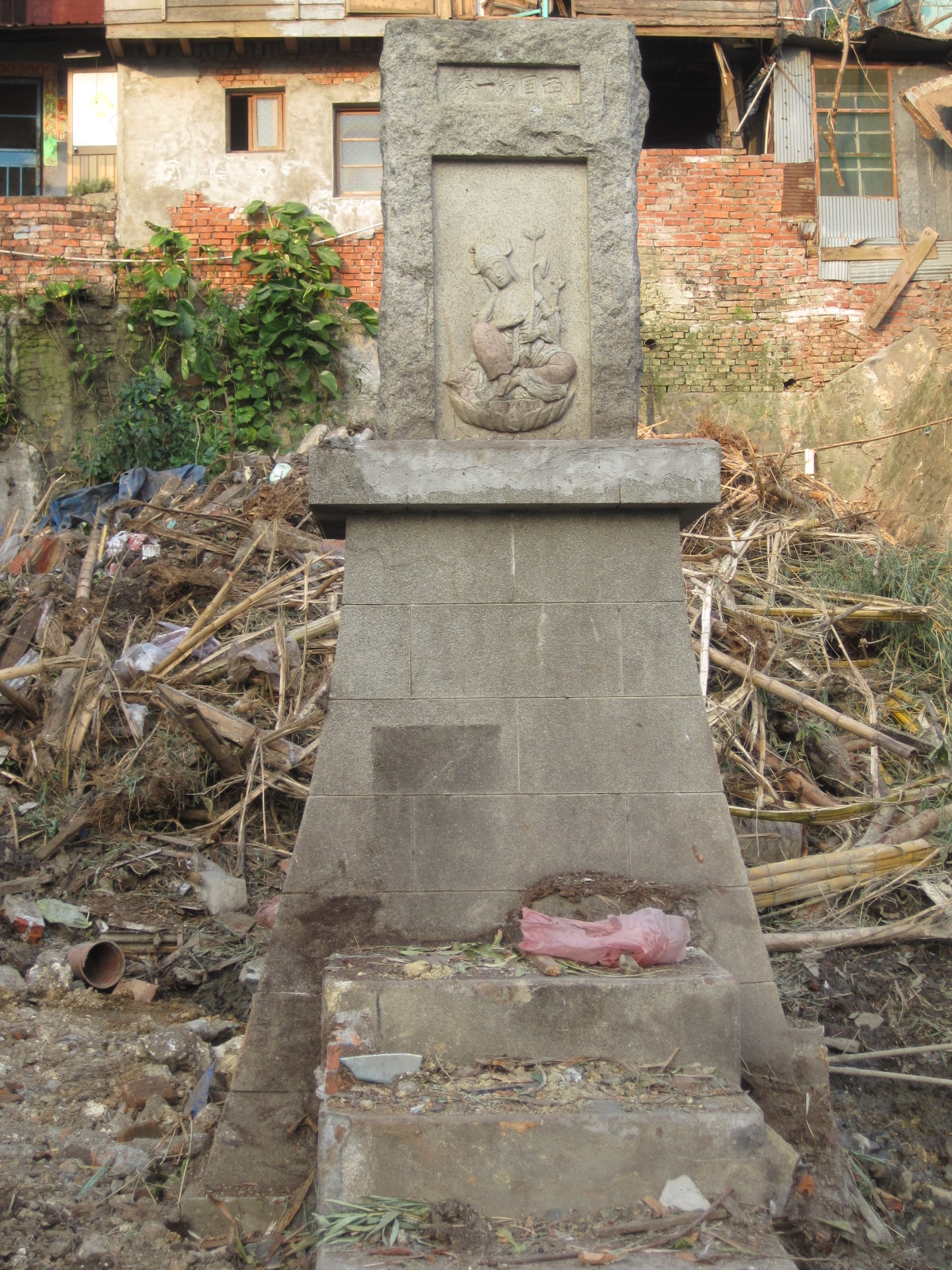
『西國第一番』「聖如意輪觀音」石碑

弘法寺是台灣高雄市曾經存在的寺院。台灣日治時期創建，戰後廢寺。

## 歷史
原為台灣日治時期創建的真言宗高野派布教所「打狗支部」、「高雄支部」，別稱「弘法寺」。戰後廢寺，並移作他用，曾一度作為國民黨黨部辦公廳舍。2010年，在遺址發現「西國三十三觀音靈場」之『西國第一番』的「聖如意輪觀音」石碑。

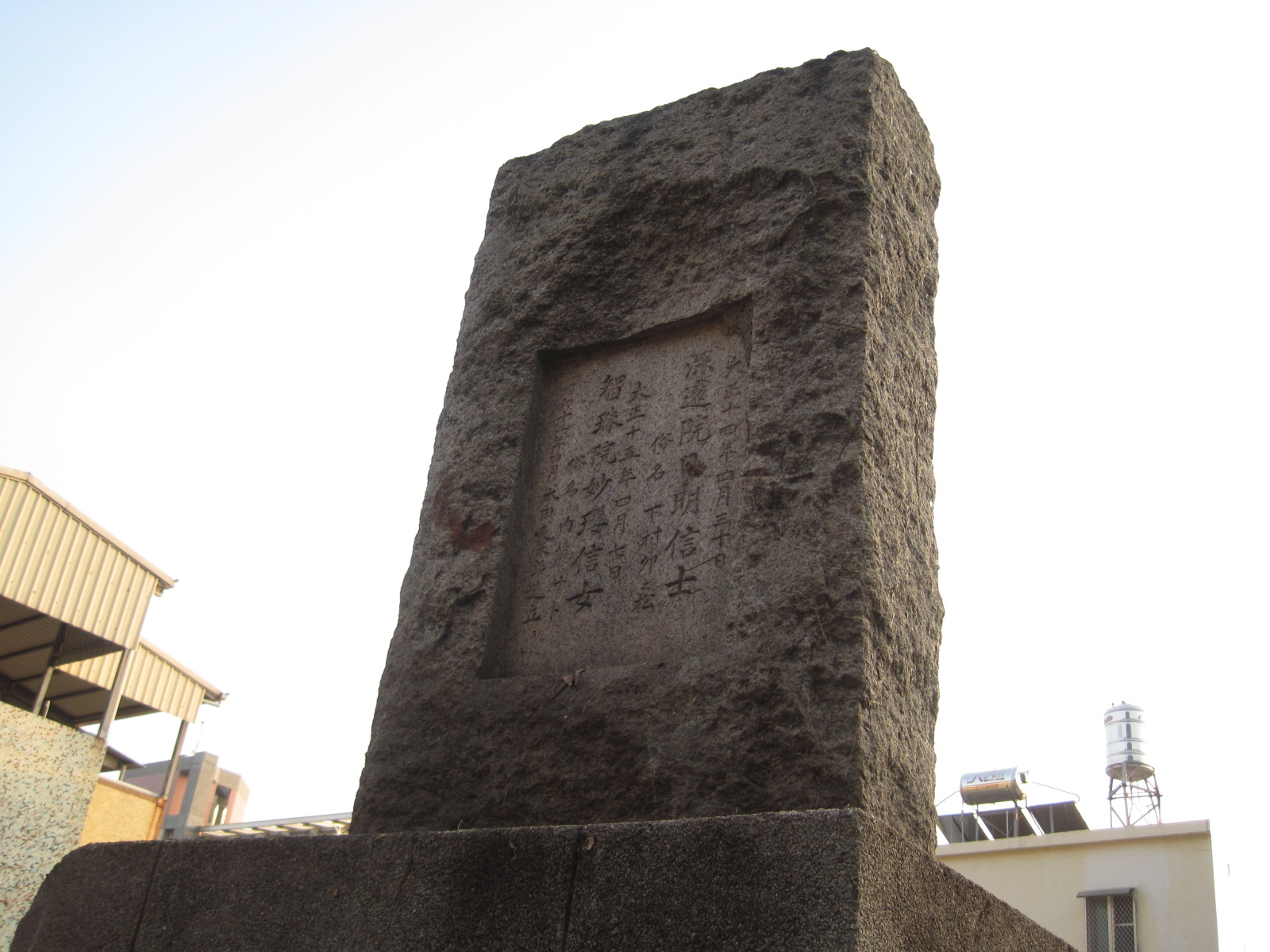

## 腳註
1. ↑  .   [2010-12-16]. （原始内容存档于2010-12-11）.

## 關連項目
- 台灣佛教
- 高雄市日治時期建築列表
- 西國三十三箇所
- 台北西國三十三所靈場
- 新竹西國三十三所靈場
- 台北西國三十三所靈場
- 宜蘭西國三十三所靈場
- 基隆西國三十三所靈場
- 新竹新西國三十三所靈場